# Emma Rigby

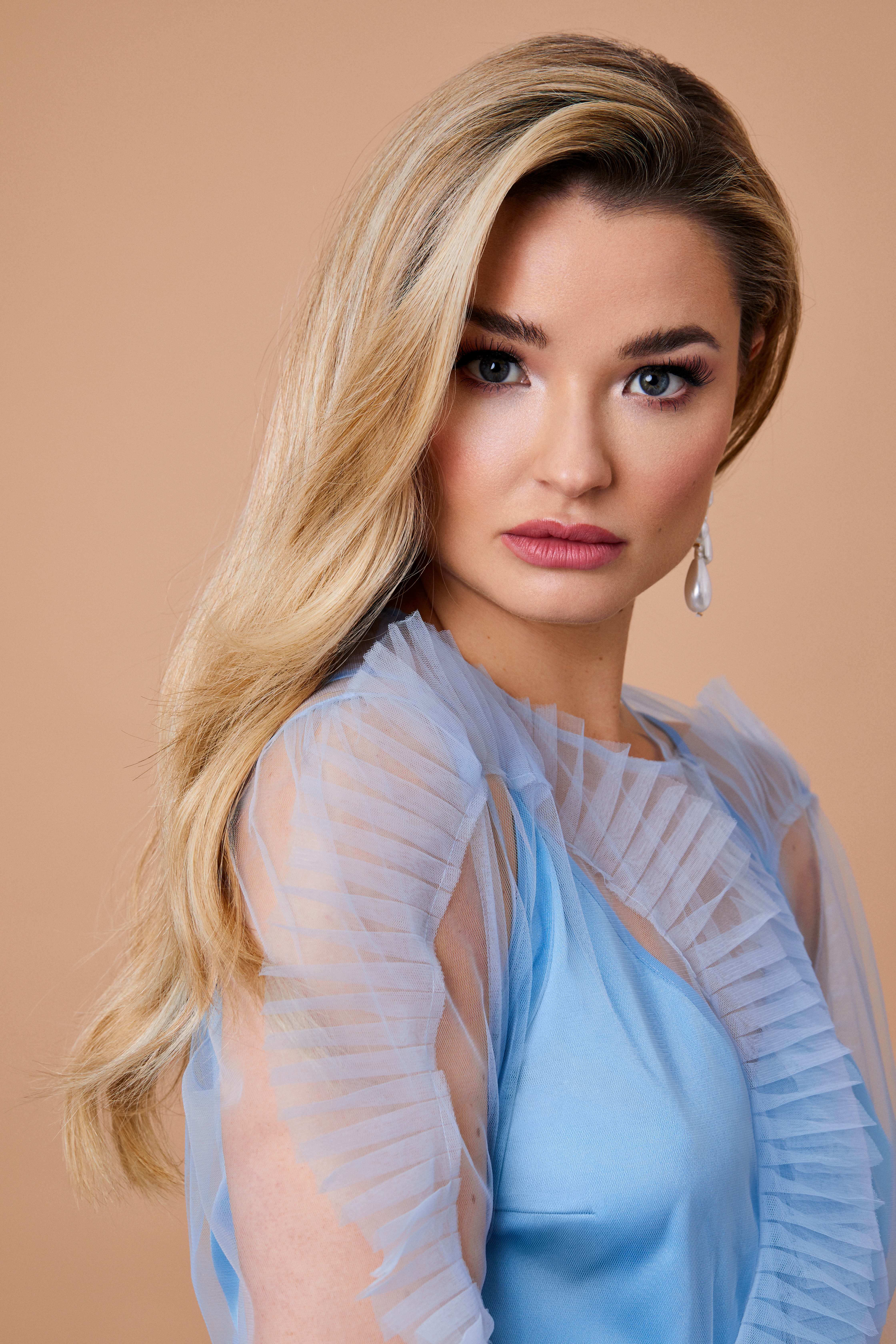
Emma Rigby (2020)

Emma Catherine Rigby (* 26. September 1989 in St Helens, Merseyside) ist eine britische Schauspielerin. Sie ist bekannt für ihre Rolle der Hannah Ashworth in der Serie Hollyoaks und für die Rolle der Gemma Roscoe in der BBC-One-Serie Prisoners' Wives.

## Karriere
Rigby wirkte zunächst überwiegend in britischen Fernsehproduktionen mit. 2013 trat sie im Serien-Spinoff Once Upon a Time in Wonderland auf. Dem deutschen Publikum wurde sie im gleichen Jahr durch ihre Darstellung der Rebecca in der deutschen Produktion Der Medicus bekannt.

## Filmografie (Auswahl)

### Film
- 2009: A Kingdom without a King (Kurzfilm)
- 2010: Talk (Kurzfilm)
- 2011: Analogue Love (Kurzfilm)
- 2011: Demons Never Die
- 2013: The Counselor
- 2013: Der Medicus (The Physician)
- 2014: Endless Love
- 2014: Plastic – Someone Always Pays (Plastic)
- 2016: A Cinderella Christmas (Fernsehfilm)
- 2016: Mother, May I Sleep with Danger? (Fernsehfilm)
- 2017: American Violence
- 2017: Actors Anonymous
- 2017: Fabio D’Andrea: The Sleeping Beauty (Kurzfilm)
- 2017: Hollywood Dirt
- 2019: The Protector
- 2019: A Guide to Second Date Sex
- 2020: Make Me Famous (Fernsehfilm)
- 2021: The Power
- 2021: Festival
- 2025: Daddy Issues

### Fernsehen
- 2002–2003: Brookside (3 Folgen)
- 2003: Born and Bred (eine Folge)
- 2005–2010, 2024: Hollyoaks (199 Folgen)
- 2009: Hollyoaks Later (5 Folgen)
- 2011: Becoming Human (5 Folgen)
- 2011: Fresh Meat (eine Folge)
- 2012: Prisoners Wives (6 Folgen)
- 2012: Pramface (eine Folge)
- 2013: Ripper Street (eine Folge)
- 2013: The Job Lot – Das Jobcenter (The Job Lot, eine Folge)
- 2013–2014: Once Upon a Time in Wonderland (13 Folgen)
- 2016: Death in Paradise (Folge 5x01 Ein stummer Zeuge)
- 2017: omg hi (eine Folge)
- 2017: Inspector George Gently (eine Folge)
- 2017: Der junge Inspektor Morse (Endeavour, Folge 5x02 Kartusche)
- 2018: Bulletproof (2 Folgen)

## Auszeichnungen und Nominierungen
| Jahr | Auszeichnung        | Kategorie                              | Film             | Ergebnis  |
| ---- | ------------------- | -------------------------------------- | ---------------- | --------- |
| 2007 | British Soap Awards | Beste Schauspielerin                   | Hollyoaks        | Nominiert |
| 2007 | National TV Awards  | Beliebteste Schauspielerin             | Hollyoaks        | Nominiert |
| 2008 | British Soap Awards | Beste Schauspielerin                   | Hollyoaks        | Gewonnen  |
| 2008 | British Soap Awards | Beste dramatische Performance          | Hollyoaks        | Nominiert |
| 2008 | British Soap Awards | Best Storyline (für Hannah’s Anorexia) | Hollyoaks        | Nominiert |
| 2009 | British Soap Awards | Sexiest Female                         | Hollyoaks        | Nominiert |
| 2012 | TV Choice Awards    | Beste Schauspielerin                   | Prisoners' Wives | Nominiert |